# Ministre de la Jeunesse (France)
Le ministre de la Jeunesse est membre du gouvernement français.
L'actuelle ministre de la Jeunesse est Marie Barsacq en fonction depuis le 23 décembre 2024.

## Régime de Vichy
- 12 juillet – 6 septembre 1940 : Jean Ybarnégaray, secrétaire d'État à la Jeunesse et à la Famille.
- 1er août – 27 septembre 1940 : général Jean d'Harcourt, secrétaire général à la Famille et à la Jeunesse.
- 27 septembre 1940 – 24 mars 1943 : Georges Lamirand, secrétaire général à la Jeunesse.
- 24 mars – 31 décembre 1943 : Félix Olivier-Martin, secrétaire général à la Jeunesse.
- 31 décembre 1943 – 18 avril 1944 : Maurice Gaït, commissaire général à la Jeunesse.

## Quatrième République
- 24 juin 1946 – 22 janvier 1947 : Andrée Viénot, sous-secrétaire d'État à la Jeunesse et aux Sports.
- 22 janvier 1947 – 22 octobre 1947: Pierre Bourdan, ministre de la Jeunesse, des Arts et des Lettres.
- 11 septembre 1948 – 11 août 1951 : André Morice, secrétaire d'État à la Jeunesse, aux Sports et à l'Enseignement technique.
- 11 août 1951 – 12 août 1951 : Pierre Chevallier, secrétaire d'État à l'Enseignement technique et à la Jeunesse et aux Sports.
- 12 août 1951 – 20 janvier 1952 : Claude Lemaître-Basset, secrétaire d'État à la Jeunesse, aux Sports et à l'Enseignement technique.
- 20 janvier 1952 – 28 juin 1953 : Jean Masson, secrétaire d'État à l'enseignement technique, à la Jeunesse et aux Sports.
- 12 novembre 1954 – 1er février 1956 : André Moynet, secrétaire d'État à la Présidence du Conseil, chargé de la coordination des problèmes de jeunesse.
- 1er février 1956 – 14 mai 1958 : René Billères, ministre de l'Éducation nationale, à la Jeunesse et aux Sports.

## Cinquième République
| Ministre ou secrétaire d'État            | Intitulé                                                                               | Ministre de tutelle             | Intitulé                                                                         | Gouvernement                    | Début                           | Fin                             |
| Présidence de Charles de Gaulle          | Présidence de Charles de Gaulle                                                        | Présidence de Charles de Gaulle | Présidence de Charles de Gaulle                                                  | Présidence de Charles de Gaulle | Présidence de Charles de Gaulle | Présidence de Charles de Gaulle |
| ---------------------------------------- | -------------------------------------------------------------------------------------- | ------------------------------- | -------------------------------------------------------------------------------- | ------------------------------- | ------------------------------- | ------------------------------- |
| Maurice Herzog (à partir du 27/09/1958), | Haut-commissaire à la Jeunesse et aux Sports                                           | Michel Debré (intérim)          | Ministre de l'Éducation nationale,                                               | Debré                           | 23 décembre 1959                | 15 janvier 1960                 |
| Maurice Herzog (à partir du 27/09/1958), | Haut-commissaire à la Jeunesse et aux Sports                                           | Louis Joxe                      | Ministre de l'Éducation nationale,                                               | Debré                           | 15 janvier 1960                 | 22 novembre 1960                |
| Maurice Herzog (à partir du 27/09/1958), | Haut-commissaire à la Jeunesse et aux Sports                                           | Pierre Guillaumat (intérim)     | Ministre de l'Éducation nationale,                                               | Debré                           | 22 novembre 1960                | 20 février 1961                 |
| Maurice Herzog (à partir du 27/09/1958), | Haut-commissaire à la Jeunesse et aux Sports                                           | Lucien Paye                     | Ministre de l'Éducation nationale,                                               | Debré                           | 20 février 1961                 | 14 avril 1962                   |
| Maurice Herzog (à partir du 27/09/1958), | Haut-commissaire à la Jeunesse et aux Sports                                           | Pierre Sudreau                  | Ministre de l'Éducation nationale,                                               | Pompidou 1                      | 15 avril 1962                   | 15 octobre 1962                 |
| Maurice Herzog (à partir du 27/09/1958), | Haut-commissaire à la Jeunesse et aux Sports                                           | Louis Joxe (intérim)            | Ministre de l'Éducation nationale,                                               | Pompidou 1                      | 15 octobre 1962                 | 28 novembre 1962                |
| Maurice Herzog (à partir du 27/09/1958), | Haut-commissaire à la Jeunesse et aux Sports                                           | Christian Fouchet               | Ministre de l'Éducation nationale,                                               | Pompidou 2                      | 6 décembre 1962                 | 11 juin 1963                    |
| Maurice Herzog (à partir du 27/09/1958), | Haut-commissaire à la Jeunesse et aux Sports                                           | Christian Fouchet               | Ministre de l'Éducation nationale,                                               | Pompidou 2                      | 11 juin 1963                    | 8 janvier 1966                  |
| François Missoffe                        | Ministre de la Jeunesse et des Sports                                                  | Plein exercice                  | Plein exercice                                                                   | Pompidou 3                      | 8 janvier 1966                  | 1er avril 1967                  |
| François Missoffe                        | Ministre de la Jeunesse et des Sports                                                  | Plein exercice                  | Plein exercice                                                                   | Pompidou 4                      | 7 avril 1967                    | 31 mai 1968                     |
| Roland Nungesser                         | Ministre de la Jeunesse et des Sports                                                  | Plein exercice                  | Plein exercice                                                                   | Pompidou 4                      | 31 mai 1968                     | 10 juillet 1968                 |
| Joseph Comiti                            | Secrétaire d'État chargé de la Jeunesse et des Sports                                  | Maurice Couve de Murville       | Premier ministre                                                                 | Couve de Murville               | 12 juillet 1968                 | 20 juin 1969                    |
| Présidence de Georges Pompidou           |                                                                                        |                                 |                                                                                  |                                 |                                 |                                 |
| Joseph Comiti                            | Secrétaire d'État chargé de la Jeunesse, des Sports et des Loisirs,                    | Jacques Chaban-Delmas           | Premier ministre                                                                 | Chaban-Delmas                   | 30 juin 1969                    | 5 juillet 1972                  |
| Joseph Comiti                            | Secrétaire d'État chargé de la Jeunesse, des Sports et des Loisirs,                    | Pierre Messmer                  | Premier ministre                                                                 | Messmer 1                       | 6 juillet 1972                  | 28 mars 1973                    |
| Pierre Mazeaud                           | Secrétaire d'État chargé de la Jeunesse, des Sports et des Loisirs,                    | Pierre Messmer                  | Premier ministre                                                                 | Messmer 2                       | 12 avril 1973                   | 27 février 1974                 |
| Pierre Mazeaud                           | Secrétaire d'État chargé de la Jeunesse et des Sports                                  | Joseph Fontanet                 | Ministre de l'Éducation nationale                                                | Messmer 3                       | 1er mars 1974                   | 27 mai 1974                     |
| Présidence de Valéry Giscard d'Estaing   |                                                                                        |                                 |                                                                                  |                                 |                                 |                                 |
| Pierre Mazeaud                           | Secrétaire d'État chargé de la Jeunesse et des Sports                                  | André Jarrot                    | Ministre de la Qualité de la vie                                                 | Chirac 1                        | 8 juin 1974                     | 25 août 1976                    |
| Jean-Pierre Soisson                      | Secrétaire d'État chargé de la Jeunesse et des Sports                                  | Vincent Ansquer                 | Ministre de la Qualité de la vie                                                 | Barre 1                         | 27 août 1976                    | 29 mars 1977                    |
| Jean-Pierre Soisson                      | Secrétaire d'État chargé de la Jeunesse et des Sports                                  | Plein exercice                  | Plein exercice                                                                   | Barre 2                         | 1er avril 1977                  | 1er juin 1977                   |
| Paul Dijoud                              | Secrétaire d'État chargé de la Jeunesse et des Sports                                  | Plein exercice                  | Plein exercice                                                                   | Barre 2                         | 8 juin 1977                     | 31 mars 1978                    |
| Jean-Pierre Soisson                      | Ministre de la Jeunesse, des Sports et des Loisirs                                     | Plein exercice                  | Plein exercice                                                                   | Barre 3                         | 5 avril 1978                    | 13 mai 1981                     |
| Présidence de François Mitterrand        |                                                                                        |                                 |                                                                                  |                                 |                                 |                                 |
| Edwige Avice                             | Ministre délégué chargé de la Jeunesse et des Sports                                   | André Henry                     | Ministre du Temps libre                                                          | Mauroy 1 et 2                   | 22 mai 1981                     | 22 mars 1983                    |
| Edwige Avice                             | Ministre délégué au Temps libre, à la Jeunesse et aux Sports                           | Plein exercice                  | Plein exercice                                                                   | Mauroy 3                        | 24 mars 1983                    | 17 juillet 1984                 |
| Alain Calmat                             | Ministre délégué à la Jeunesse et aux Sports                                           | Plein exercice                  | Plein exercice                                                                   | Fabius                          | 23 juillet 1984                 | 20 mars 1986                    |
| Christian Bergelin                       | Secrétaire d'État chargé de la Jeunesse et des Sports                                  | Jacques Chirac                  | Premier ministre                                                                 | Chirac 2                        | 20 mars 1986                    | 10 mai 1988                     |
| Lionel Jospin                            | Ministre d'État, ministre de l'Éducation nationale, de la Recherche et des Sports      | Plein exercice                  | Plein exercice                                                                   | Rocard 1                        | 13 mai 1988                     | 23 juin 1988                    |
| Roger Bambuck                            | Secrétaire d'État chargé de la Jeunesse et des Sports                                  | Lionel Jospin                   | Ministre d'État, ministre de l'Éducation nationale, de la Jeunesse et des Sports | Rocard 2                        | 28 juin 1988                    | 15 mai 1991                     |
| Frédérique Bredin                        | Ministre de la Jeunesse et des Sports                                                  | Plein exercice                  | Plein exercice                                                                   | Cresson et Bérégovoy            | 16 mai 1991                     | 29 mars 1993                    |
| Michèle Alliot-Marie                     | Ministre de la Jeunesse et des Sports                                                  | Plein exercice                  | Plein exercice                                                                   | Balladur                        | 30 mars 1993                    | 11 mai 1995                     |
| Présidence de Jacques Chirac             |                                                                                        |                                 |                                                                                  |                                 |                                 |                                 |
| Guy Drut                                 | Ministre de la Jeunesse et des Sports                                                  | Plein exercice                  | Plein exercice                                                                   | Juppé 1                         | 18 mai 1995                     | 7 novembre 1995                 |
| Guy Drut                                 | Ministre délégué à la Jeunesse et aux Sports                                           | Alain Juppé                     | Premier ministre                                                                 | Juppé 2                         | 7 novembre 1995                 | 2 juin 1997                     |
| Marie-George Buffet                      | Ministre de la Jeunesse et des Sports                                                  | Plein exercice                  | Plein exercice                                                                   | Jospin                          | 4 juin 1997                     | 6 mai 2002                      |
| Luc Ferry                                | Ministre de la Jeunesse, de l'Éducation nationale et de la Recherche                   | Plein exercice                  | Plein exercice                                                                   | Raffarin 1 et 2                 | 7 mai 2002                      | 30 mars 2004                    |
| Jean-François Lamour                     | Ministre de la Jeunesse, des Sports et de la Vie associative                           | Plein exercice                  | Plein exercice                                                                   | Raffarin 3 et Villepin          | 31 mars 2004                    | 15 mai 2007                     |
| Présidence de Nicolas Sarkozy            |                                                                                        |                                 |                                                                                  |                                 |                                 |                                 |
| Roselyne Bachelot                        | Ministre de la Santé, de la Jeunesse et des Sports                                     | Plein exercice                  | Plein exercice                                                                   | Fillon 1                        | 18 mai 2007                     | 18 juin 2007                    |
| Roselyne Bachelot                        | Ministre de la Santé, de la Jeunesse et des Sports                                     | Plein exercice                  | Plein exercice                                                                   | Fillon 2                        | 19 juin 2007                    | 20 octobre 2007                 |
| Bernard Laporte                          | Secrétaire d'État chargé des Sports, de la Jeunesse et de la Vie associative           | Roselyne Bachelot               | Ministre de la Santé, de la Jeunesse, des Sports et de la Vie associative        | Fillon 2                        | 18 mars 2008                    | 12 janvier 2009                 |
| Martin Hirsch                            | Haut-commissaire aux Solidarités actives contre la pauvreté et à la Jeunesse           | François Fillon                 | Premier ministre                                                                 | Fillon 2                        | 12 janvier 2009                 | 22 mars 2010                    |
| Marc-Philippe Daubresse                  | Ministre de la Jeunesse et des Solidarités actives                                     | Plein exercice                  | Plein exercice                                                                   | Fillon 2                        | 22 mars 2010                    | 13 novembre 2010                |
| Jeannette Bougrab                        | Secrétaire d'État chargée de la Jeunesse et de la Vie associative                      | Luc Chatel                      | Ministre de l'Éducation nationale, de la Jeunesse et de la Vie associative       | Fillon 3                        | 14 novembre 2010                | 10 mai 2012                     |
| Présidence de François Hollande          |                                                                                        |                                 |                                                                                  |                                 |                                 |                                 |
| Valérie Fourneyron                       | Ministre des Sports, de la Jeunesse, de l'Éducation populaire et de la Vie associative | Plein exercice                  | Plein exercice                                                                   | Ayrault 1 et 2                  | 16 mai 2012                     | 31 mars 2014                    |
| Najat Vallaud-Belkacem                   | Ministre des Droits des femmes, de la Ville, de la Jeunesse et des Sports              | Plein exercice                  | Plein exercice                                                                   | Valls 1                         | 2 avril 2014                    | 25 août 2014                    |
| Patrick Kanner                           | Ministre de la Ville, de la Jeunesse et des Sports                                     | Plein exercice                  | Plein exercice                                                                   | Valls 2                         | 26 août 2014                    | 6 décembre 2016                 |
| Patrick Kanner                           | Ministre de la Ville, de la Jeunesse et des Sports                                     | Plein exercice                  | Plein exercice                                                                   | Cazeneuve                       | 6 décembre 2016                 | 10 mai 2017                     |
| Présidence d'Emmanuel Macron             |                                                                                        |                                 |                                                                                  |                                 |                                 |                                 |
| Jean-Michel Blanquer                     | Ministre de l'Éducation nationale,                                                     | Plein exercice                  | Plein exercice                                                                   | Philippe 1 et 2                 | 17 mai 2017                     | 16 octobre 2018                 |
| Gabriel Attal                            | Secrétaire d'État                                                                      | Jean-Michel Blanquer            | Ministre de l'Éducation nationale et de la Jeunesse                              | Philippe 2                      | 16 octobre 2018                 | 3 juillet 2020                  |
| Sarah El Haïry                           | Secrétaire d'État chargée de la Jeunesse et de l'Engagement                            | Jean-Michel Blanquer            | Ministre de l'Éducation nationale, de la Jeunesse et des Sports                  | Castex                          | 26 juillet 2020                 | 20 mai 2022                     |
| Pap Ndiaye                               | Ministre de l'Éducation nationale et de la Jeunesse                                    | Plein exercice                  | Plein exercice                                                                   | Borne                           | 20 mai 2022                     | 4 juillet 2022                  |
| Sarah El Haïry                           | Secrétaire d'État chargée de la Jeunesse et du Service national universel              | Pap Ndiaye                      | Ministre de l'Éducation nationale et de la Jeunesse                              | Borne                           | 4 juillet 2022                  | 20 juillet 2023                 |
| Sarah El Haïry                           | Secrétaire d'État chargée de la Jeunesse et du Service national universel              | Sébastien Lecornu               | Ministre des Armées                                                              | Borne                           | 4 juillet 2022                  | 20 juillet 2023                 |
| Prisca Thevenot                          | Secrétaire d'État chargée de la Jeunesse et du Service national universel              | Gabriel Attal                   | Ministre de l'Éducation nationale et de la Jeunesse                              | Borne                           | 20 juillet 2023                 | 11 janvier 2024                 |
| Prisca Thevenot                          | Secrétaire d'État chargée de la Jeunesse et du Service national universel              | Sébastien Lecornu               | Ministre des Armées                                                              | Borne                           | 20 juillet 2023                 | 11 janvier 2024                 |
| Sarah El Haïry                           | Ministre déléguée chargée de l'Enfance, de la Jeunesse et des Familles                 | Nicole Belloubet                | Ministre de l'Éducation nationale et de la Jeunesse                              | Attal                           | 8 février 2024                  | 21 septembre 2024               |
| Gil Avérous                              | Ministre des Sports, de la Jeunesse et de la Vie Associative                           | Plein exercice                  | Plein exercice                                                                   | Barnier                         | 21 septembre 2024               | 23 décembre 2024                |
| Marie Barsacq                            | Ministre des Sports, de la Jeunesse et de la Vie Associative                           | Plein exercice                  | Plein exercice                                                                   | Bayrou                          | 23 décembre 2024                | en fonction                     |

### Sources
- « Toutes les personnalités ayant occupé le poste de la Catégorie Jeunesse », Base de données historiques des gouvernements et Présidents des assemblées parlementaires (Régimes politiques français depuis 1789), Assemblée nationale (consulté le 13 juin 2017)
- Les gouvernements et les assemblées parlementaires sous la Ve République : 1958-2009, vol. 2, Secrétariat général de la Présidence et service de la Communication de l'Assemblée nationale, coll. « Connaissance de l'Assemblée », décembre 2008 (lire en ligne)
- « Les Gouvernements de la IIIe République » (version du 25 février 2014 sur Internet Archive), Assemblée nationale
- « Les Gouvernements de la IVe République » (version du 15 février 2014 sur Internet Archive), Assemblée nationale
- « Les Gouvernements de la Ve République », Assemblée nationale (consulté le 24 mars 2010)